# ゲシュペンスト
ゲシュペンストは、バンプレストやバンダイナムコエンターテインメントが展開しているコンピュータゲーム「コンパチヒーローシリーズ」および「スーパーロボット大戦シリーズ」に登場する架空の兵器。

## 概要
コンパチヒーローシリーズの『ヒーロー戦記 プロジェクト オリュンポス』にて、ゲームオリジナルキャラクターのギリアム・イェーガーが装着するパワードスーツとして初登場した。その後、スーパーロボット大戦シリーズの『第4次スーパーロボット大戦』にて、オリジナル主人公が搭乗するロボットとして登場。このうち、リアル系主人公の機体は後継機のゲシュペンストMk-IIやヒュッケバインと共に、パーソナルトルーパー（以下PTと表記）というカテゴリーに属すると設定された。元祖オリジナル主人公機であることから、以後の同シリーズではPTの第1号機と設定され、様々な派生機体が登場している。
「ゲシュペンスト（Gespenst）」はドイツ語で「幽霊」「亡霊」「幻」を意味する。

## デザイン
デザイナーは大河原邦男。
丸い頭部と突き出た眉庇を持ち、眼の部分はゴーグルの下に2つのカメラアイがある。両耳に当たる部分からは薄く細長いセンサーが伸びる。手足は太く丸みを帯び、左前腕の側面には各種武装に設定される3本の突起が突き出す。背面には飛行機の水平翼とジェットエンジンのノズルを組み合わせたようなスラスターを持つ。肩は斜め上に張り出し、斜め下に伸びる翼と合わせると正面からはX状に見える。機体色は全身ほぼ同じ色だが、ノズル周辺などに黄色と赤が使われている。
なお、PTの第1号機という設定から、他のPTのデザインにもゲシュペンストの名残を残すものが多い。

## ゲシュペンスト（コンパチヒーローシリーズ）
ヒーロー戦記
ギリアム・イェーガー用のパワードスーツ。
パーソナル転送システムによってどこからでも呼び出すことができる（『ヒーロー戦記』ではモビルスーツなどのロボットも同様に呼び出し可能）。
ビームサーベルやGMシールドを装備する。リカバーという名称の修理機能をもち、自身のHPの若干値と引き換えに他の味方全員を回復可能。ビームサーベルはガンダムなどが使用するものとは異なり、左腕からビーム刃を出力し殴打する。なお、ニュートロンビームやスプリットミサイル、プラズマカッターといったゲシュペンストの基本的な武装も既に搭載されているが、スプリットミサイルやメガ粒子砲などはニュートロンビームと同じ銃身から発射し、プラズマカッターは電気らしきものをまとった右腕で敵を切り裂く攻撃であった。
ビルの崩落にてギリアムが行方不明になり一時期乗り手を失っていたが、再び敵として舞い戻ったギリアムに呼び出され、「アウフ ヴィーダーゼン」の言葉と共にゼウスのメンバーを空間転移させている。
機体色は黒でギリアムは「漆黒の堕天使」の通り名で呼ばれていた。
バトルドッジボールII
ストーリーモードで最終ボスチーム「ゴッドファクトリー」としてロア、エミィ、ダークブレインと共に登場。
『ヒーロー戦記』と同じくパワードスーツだが、顔の部分のみ脱いでギリアムが顔を見せていた。

## ゲシュペンスト（スーパーロボット大戦シリーズ）
『第4次』にてSRWシリーズ初登場。以後の作品でPTが登場する場合は、第1号機として扱われている。機体色は黒。後継機に合わせてゲシュペンストMk-Iとも呼称される。
機体概要
DC戦争シリーズ（『第4次/S』、『F/完結編』）
オリジナル主人公が搭乗する機体。主人公の恋人も搭乗可能。主人公のタイプによって設定や性能がリアル系とスーパー系の2タイプに変化する。リアル系の機体は後述するタイプRを、スーパー系の機体はタイプSをそれぞれ参照。
COMPACT2
PTの第1号機と設定。劇中にはアインストによる複製が登場。
α
マオ社が開発したPTの第1号機。新西暦180年10月に同型機が3機ロールアウト。地球連邦軍のイルムガルト・カザハラが搭乗しヴァルシオーネと模擬戦を行ったことがあるが、旧式機ということもあり3勝4敗で負け越している。
スーパーロボット大戦α ORIGINAL STORY
3機が存在し、そのうちテスト機として保管されていた3号機がATX計画でアルトアイゼンの母体になった。
IMPACT
3機が存在。テスト機として欠番扱いだった3号機がATX計画でアルトアイゼンの母体になった。
OGシリーズ
地球連邦軍が実施する対異星人用の人型機動兵器（PT）採用試験への提出に向けて、マオ・インダストリーが開発した機体。開発メンバーには社内の新鋭のエンジニアが抜擢され、そのうちカーク・ハミルとマリオン・ラドムの2人が中心となり開発が行われた。開発プロジェクトには莫大な資金が投入され、予算度外視で開発されたため、チューニング次第では後継機並みの性能を発揮することが可能。エルザム・V・ブランシュタインは、操縦者の技量がダイレクトに反映される機体と評している。
ジェネレーターにはPTサイズに小型化した核融合ジェネレーターを、機体OSには新開発のTC-OSをそれぞれ採用。背部にはジャンプやホバーリングに用いられるバーニア・スラスターと、姿勢制御用のスタビライザーである翼が取り付けられている。
新西暦180年末に3機がロールアウト。完成当初は3機全てが地上・宇宙の両方で運用できる汎用兵器として開発されたが、後に2号機は宇宙戦、3号機は地上戦をそれぞれ重視した性能に調整され、異なる形式番号が与えられた。1号機は181年に行われた評価試験に提出され、他社の機体を圧倒的に引き離す高評価を受け、PTとして正式採用されることになった。しかし飛行能力を有していないため制空能力は従来の戦闘機に劣り、装甲の薄さや手持ち武器の命中精度が問題点として指摘されたため、3機は異なる改修を受けることになった。改修後の各機は以下を参照。
T
巨大企業VTXの特務一課が開発した人型機動兵器。汎用性が高く単独飛行も可能。修理装置を搭載している。

### ゲシュペンスト・タイプR
リアル系の性能を持つゲシュペンスト。
機体概要
DC戦争シリーズ
テスラ・ライヒ研究所でオリジナル主人公の父親が設計したPTで、ヒュッケバインのプロトタイプ。主人公がテストパイロットを務め、地球連邦軍の独立外部部隊「ロンド・ベル隊」に配属される。
OGシリーズ
正式採用後にジャンプ後の滞空時間が延長され、運動性・機動性の強化が施された1号機。特殊戦技教導隊が結成されると、タイプSと共に教導隊でTC-OSのモーションパターンデータ収集に用いられた。
DC戦争中に強化改造が行われ、L5戦役中に戦線に投入されたと記録されている。戦後は地球連邦軍情報部のギリアム・イェーガーが使用しており飛行能力を有する。その後もギリアムの任務内容に応じ、高性能遠隔機体制御装置が組み込まれるなど、細かな改修を受けている。『OGs』や『ジ・インスペクター』（以下『OGIN』）では、インスペクター事件中にゲシュペンスト・タイプRVへの強化改造が行われた。
劇中の活躍
第4次/S、F/完結編
オリジナル主人公がリアル系の場合、初期搭乗機として登場。ユニット名は「ゲシュペンスト」表記。
OG
キョウスケ編の隠し機体。特定条件を満たすと、ギリアムが再合流する際の搭乗機が本機になる。ユニット名は「ゲシュペンスト・R」表記。
OG2
ホワイトスターがインスペクターに襲撃された際にギリアムが搭乗。自軍へ合流後も使用。ユニット名は「ゲシュペンスト」表記。
DW
DC戦争終盤にギリアムが搭乗し、アイドネウス島の戦闘に参加。
OGs
GBA版に準拠するが、『OG2』中盤でタイプRVに強化改造される。
OGクロニクル「渡る世界は鬼ばかり」
タイプRVへの改修を受けるためマオ・インダストリーの工場に運ばれていたが、ギリアムが特別任務のため借り受け、デュミナスの戦機人形との戦闘に使用した。コンテナにはスラッシュ・リッパーを搭載。タイプRVに装備予定のメガ・バスターキャノンを携行し、戦機人形を撃破する際に使用するが、電装系が保たず発射後に機体はショートしてしまった。
ギリアムは携帯端末から遠隔起動を行う際に「CALL! GESPENST!」と叫んだり、戦機人形の発射したボールをドッジボールの要領で受け止めて投げ返しているが、これは漫画執筆者の八房龍之助が『ヒーロー戦記』や『バトルドッジボールII』のネタを盛り込んだものである。
OGIN
ギリアムがシャイン、ライ、ラトゥーニを連れてリクセント公国から脱出する際に使用。上記のOGクロニクルと同様に、遠隔起動時に「CALL! GESPENST!」と発声している。
武装
プラズマカッター
非実体剣。左腕に3基装備する。
スプリットミサイル
中射程ミサイル。バックパックに装着されたミサイルコンテナを射出後、コンテナが展開しミサイルが発射される。
ニュートロンビーム (Neutron Beam)
中性子（neutron）の名を冠する携帯ビーム兵器。『第4次/S』ではビーム属性がない。『OGs』ではバリア貫通能力を有する。

#### ゲシュペンスト・タイプRV
機体概要
初出は『OGs』の『OG2』パート。ハロウィン・プランに基づき、タイプRに大幅な強化改造を施した機体。ギリアム専用機で、他のパイロットは搭乗不可。作業はインスペクター事件中にマオ社のオルレアン工場で行われた。
機体フレームの段階から改造が施され、ほぼすべての外装が改められた。バックパックにはテスラ・ドライブのほか、高速飛行時に後方へ展開する大型フライト・ユニットが搭載されている。これらの改造により、最新鋭機と比べても遜色のない運動性を有するようになった。
劇中の主な活躍
OGIN
第13話から登場。最終決戦時にはツヴァイザーゲインとの戦闘で中破し、カイに援護されて戦線から離脱したため、アインスト戦には参加していない。最終話エンディングでは修理され、システムXNをメガ・バスターキャノンで破壊し、処分している。
武装
『ヒーロー戦記』に登場したゲシュペンストと同名の武装を装備する。
メガ・プラズマカッター
プラズマカッターを強化した非実体剣。タイプR同様に左腕に3基装備。
スプリットミサイル
タイプRと同様の武装。
ヴァンピーア・レーザー
胸部から発射される光線。通常のダメージを与えると同時に、敵機のエネルギーを吸収する特殊効果を持つ。「ヴァンピーア」は独語で「吸血鬼（Vampir）」の意。
メガ・バスターキャノン
ニュートロンビームに代わって装備された大型の携帯ビーム兵器。ゲーム中ではバリア貫通能力を持ち、全体攻撃として扱われる。『第2次OG』では単体攻撃もできるようになり、こちらは相手の後方に回り込んでから発射する。
上記の武装のほか、リープ・スラッシャーなどの汎用武器を装備している場合がある。
デザイン
デザイナーは射尾卓弥。従来のゲシュペンストより直線的でシャープなシルエットを持ち、背部のウイングは上方向への前進翼に変更されている。

### ゲシュペンスト・タイプS
スーパー系の性能を持つゲシュペンスト。
機体概要
DC戦争シリーズ
テスラ研でオリジナル主人公の父親が開発した機体で、グルンガスト開発中の試作機。そのためPTには分類されない。光子力研究所に研修に赴いた主人公が搭乗し、マジンガーZ等と共にロンド・ベル隊に参加する。『F/完結編』では飛行能力を持つが、対ビームコーティングが施されていない。
OGシリーズ
正式採用後に強力な内蔵兵器が装備され、装甲の強化が施された2号機。この設計思想はグルンガスト等の特機構想の下地にもなっている。特殊戦技教導隊が結成されると、タイプRと共に教導隊でTC-OSのモーションパターンデータ収集に用いられた。
内蔵兵器へのエネルギー供給のために、ジェネレーターは開発されたばかりのプラズマ・ジェネレーター（後にプラズマ・リアクターと呼称されるタイプ）に換装されている。このため出力が不安定で操縦が困難な機体となり、教導隊隊長のカーウァイ・ラウがパイロットを務めることになった。飛行能力を有する。
その後、宙間試験中に爆発事故が発生し、カーウァイと共に行方不明となる。機体の残骸はエアロゲイターに回収され、ズフィルード・クリスタルが組み込まれ、復元精度をテストする母体にするために利用された。機体構成材質の約80％が複製機のR-GUNや量産型ゲシュペンストMk-II同様にエアロゲイターのもので構成され、以前より高い耐久力や再生能力を持つ。エアロゲイターによって改造手術を受けたカーウァイことガルイン・メハベルが搭乗し戦線に投入されるが、ハガネ・ヒリュウ隊との戦いで撃破された。

劇中の活躍
第4次/S、F/完結編
オリジナル主人公がスーパー系の場合に、初期搭乗機として登場。ユニット名は「ゲシュペンスト」表記。
OG、OGs
エアロゲイターによって復元された機体が登場。リュウセイ編では月面の戦闘で、キョウスケ編ではウェーク島基地やネビーイーム内部の戦闘でガルインが搭乗する。GBA版ではユニット名が「ゲシュペンスト・S」表記。
武装
プラズマカッター
タイプRと同様の武装。
スプリットミサイル
タイプRと同様の武装。『第4次/S』や『F/完結編』ではミサイルの形状がタイプRと異なる。
スマッシュビーム / ブラスターキャノン
内蔵式の高出力エネルギー兵器。胸部のシャッターを左右に開き発射する。初出以来発射方法が不明だったが、『OGs』にて詳細に描写された。『第4次/S』でのみ前者の名称。
プラズマ・スライサー
漫画『Record of ATX』でガルインの複製機が使用。エネルギーをまとった手刀。

必殺技
究極!ゲシュペンストキック / 必殺!ゲシュペンストパンチ
『F』でオリジナル主人公の性格が「真面目で優しい熱血漢」の場合のみ追加される。ゲッターチームの車弁慶が修業で大雪山おろしを習得したのに触発され、主人公の性別が男の場合はキック、女の場合はパンチを考案する。後に登場する恋人キャラクターが乗った場合も、主人公と同じ技を使用可能。

### ゲシュペンスト・タイプT
OGシリーズに設定が存在する機体。
機体概要
正式採用後に開発当初の仕様に戻され、データ収集のためのセンサーデバイスが取り付けられた3号機。外観はタイプRやSと同様。
教導隊には配備されず、テスト機として保管された後に、地球連邦軍北米支部ラングレー基地に送られ、ATX計画でアルトアイゼンの母体になった。

### ゲシュペンスト（アインスト）
『COMPACT2』に登場する機体。アインストが複製したゲシュペンスト。

## ゲシュペンストMk-II
初出は『第4次』。ゲシュペンストの後継機で、『COMPACT2』以降の作品では量産移行型と設定されている。
機体概要
DC戦争シリーズ
Mk-Iの強化改良型。Mk-I同様にオリジナル主人公の父親が開発した機体。『第4次/S』にはリアル系の性能を持つ機体が登場。『F/完結編』では主人公のタイプによって、設定や性能がリアル系とスーパー系の2タイプに変化する。リアル系の機体は後述するタイプRを、スーパー系の機体はタイプSをそれぞれ参照。
COMPACT2
MK-Iの量産移行型。うち1機はヴァイスリッターの母体になった。
α
MK-Iの量産試作機。新西暦183年9月に開発開始。184年10月にロールアウトし、翌11月には連邦宇宙軍のエルザム・V・ブランシュタインが搭乗しテストが行われた。コールサインは「ドール1」。その最中、衛星軌道上でエアロゲイターの偵察機メギロートと接触し、これを撃破している。
スーパーロボット大戦α ORIGINAL STORY
3機が存在。1号機はコロニー統合軍のエルザムが搭乗しトライアルが行われた。コールサインは「ドール1」。その最中、衛星軌道上でエアロゲイターの偵察機メギロートと接触し、これを素手で捕獲している。2号機はパイロットの記録が抹消されている。3号機はATX計画でヴァイスリッターの母体になった。
A
試作機が3機製造されたが、ゲシュペンスト系の拡張性を危険視したシャドウミラーが圧力をかけたため開発終了となった。シャドウミラーが使用する機体については#量産型ゲシュペンストMk-II（平行世界）を参照。
IMPACT
MK-Iの量産移行型。試作3号機はATX計画でヴァイスリッターの母体になった。
OGシリーズ
MK-Iの量産試作機。機体フレームは「GIIフレーム」と呼称され後継機にも採用されている。MK-Iと同様に性能の異なる3タイプの機体が存在。各タイプの詳細は以下を参照。

劇中の活躍
スーパーロボット大戦α ORIGINAL STORY
回想シーンでエルザムが搭乗。

デザイン
MK-Iと同様の外観。機体色は『第4次/S』では薄い紫色だったが、『F』で青色に変更され、以降の作品でも青い機体色で登場する。

### ゲシュペンストMk-II・タイプR
リアル系の性能を持つゲシュペンストMk-II。
機体概要
DC戦争シリーズ
エゥーゴに所属するギリアム・イェーガーが搭乗。
OGシリーズ
Mk-I・タイプRと同様のコンセプトで開発されたMk-IIの1号機。背部バーニア・スラスターの出力向上により、ジャンプ後の滞空時間がMk-Iよりも延長されている。
コロニー統合軍のエルザムが搭乗しテストが行われていた。コールサインは「ドール1」。その最中、衛星軌道上でエアロゲイターの偵察機メギロートと接触し、一切武装のない状況にもかかわらず交戦。素手の格闘により撃墜多数、捕獲1機の戦果を上げている。
DC戦争中にプラズマ・ジェネレーターの搭載など各部の強化改造が行われた。連邦軍情報部のギリアムが搭乗し、ヒリュウ改の戦力として活躍。その後、インスペクター事件直前にホワイトスターで調整が行われ、ヴィレッタ・バディムが使用した。
劇中の活躍
第4次/S
ギリアムが搭乗。『第4次S』の一部シナリオを除きNPC扱い。ユニット名は「ゲシュペンストmkII」表記。
F/完結編
オリジナル主人公がリアル系の場合に登場。『F』最終話でギリアムが搭乗し、『F完結編』開始時に主人公に譲られる。ユニット名は「ゲシュペンストmkII」表記。
OG（GBA版）
ギリアムが搭乗。リュウセイ編では、冒頭にエルザムが搭乗しメギロートと交戦した。終盤のネビーイーム内部では、エアロゲイターが収集したデータを元に複製し、アタッド・シャムランのトラウマシャドーによる偽のギリアムが搭乗する機体が登場する。ユニット名は「ゲシュペンストMk-II・R」表記。
OG2（GBA版）
ホワイトスターがインスペクターに襲撃された際にヴィレッタが搭乗。ユニット名は「ゲシュペンストMk-II・R」表記。
OGs、OG外伝
GBA版と同様。『OG2.5』、『OG外伝』ではハガネに配備されている。
第2次OG、OGMD
タイプSと共に未登場。
武装
ネオ・プラズマカッター / メガ･プラズマカッター (Plasma Slicer)
非実体剣。左腕に3本装備されている。GBA版『OG』でのみ後者を装備。
スプリットミサイル
Mk-Iと同様の武装。
メガ・ビームライフル
携帯ビーム兵器。DC戦争シリーズでは「ニュートロンビーム」の強化版。OGシリーズでは汎用武器。
スラッシュ･リッパー
3枚のブレードを持ち高速回転する円盤状のユニットを射出し、標的を切り裂く。標的の追尾はコンピューター制御で行われる。OGシリーズでは汎用武器。
格闘 (Attack)
機体の四肢を用いた攻撃。エルザム搭乗時にメギロートと交戦する際を除くと、GBA版『OG』のみで使用。
グラビトン・ランチャー
『OG2』で特定条件を満たすとに初期装備される、『OGs』GBA版と同様。

### ゲシュペンストMk-II・タイプS
スーパー系の性能を持つゲシュペンストMk-II。飛行能力を有する。
機体概要
DC戦争シリーズ
Mk-I同様、PTには分類されない。
OGシリーズ
Mk-I・タイプSと同様のコンセプトで開発されたMk-IIの2号機。背部バーニア・スラスターの出力向上により、ジャンプ後の滞空時間がMk-Iよりも延長された。ロールアウト後に各部の強化改造が行われた。
L5戦役後はヒュッケバインMk-III・タイプRと共に、マオ・インダストリーからクロガネに預けられた。
劇中の活躍
F/完結編
オリジナル主人公がスーパー系の場合に登場。ロンド・ベル隊への補給物資、もしくはギリアムから譲られる機体として入手し、主人公が乗り換える。ユニット名は「ゲシュペンストmkII」表記。
OG（GBA版）
リュウセイ編の隠し機体。特定条件を満たすと、ネビーイーム内部でヴィレッタが仲間に加わる際の搭乗機が本機になる。ユニット名は「ゲシュペンストMk-II・S」表記。
OG2（GBA版）
特定条件を満たすと入手。防御装備がABフィールドに変更され、ゲシュペンストキックが使用可能。ユニット名は「ゲシュペンストMk-II・S」表記。
OGs
GBA版とほぼ同様。『OG2』で入手したデータを引き継いで『OG2.5』を開始すると、カイ・キタムラの搭乗機が本機になる。
OG外伝
『OG2.5』とは異なりテスラ研に保管されており、ハガネとヒリュウ改が訪れた際に引き渡される。
第2次OG、OGMD
タイプRと共に未登場。

武装
ネオ・プラズマカッター / メガ・プラズマカッター
非実体剣。左腕に3本装備されている。『F/完結編』では前者を、OGシリーズでは後者を装備。
スプリットミサイル
Mk-Iと同様の武装。
メガ・ブラスターキャノン (Mega Blaster)
ブラスターキャノンの強化版。『F/完結編』ではタイプRのメガ・ビームライフルと同形状のライフルから発射する。『OGs』ではMk-Iと同様に胸部を展開して発射。
スラッシュ･リッパー
タイプRと同様の武装であるが、『F/完結編』ではタイプRのものと性能が異なる。OGシリーズでは汎用武器として追加可能。
必殺技
究極!ゲシュペンストキック / 必殺!ゲシュペンストパンチ (Gespy Kick!)
『F/完結編』ではオリジナル主人公の性格が「真面目で優しい熱血漢」の場合、Mk-Iと同様に追加されている。恋人キャラクターを乗せても使用可能。
OGシリーズでは『OG2』以降キックが使用可能。モーション作成はカイが担当。この技を使う際は「叫ぶのがお約束」と称される通り、キャラクターによっては悪ノリ的な台詞や、普段の調子とは大きく異なる叫び方をする。GBA版では連続攻撃属性、『OGs』ではバリア貫通能力を有する。『OGs』における戦闘アニメは両手を振り回して気合いを入れるようなモーションの後、空中を飛び跳ね回転しながら上昇、最後に蹴り落とすという派手な（かつ無駄な動きが多い）もの。さらに書き文字で「究極!ゲシュペンストキック」の決め演出が入る。パンチは未登場だが、一部キャラクターは量産型ゲシュペンストMk-IIのジェット・マグナム使用時に「ゲシュペンストパンチ」と言う。機体にかかる負荷も大きいのか、タスク曰く「整備員泣かせの必殺技」らしい。
『OGIN』第7話ではキョウスケがタイプSA（後述）でゲシュペンストキックを使用。コクピットに「ULTIMATE GESPENST KICK」の武器名や「SHOUT NOW!!（今だ叫べ!!）」というメッセージが表示された後、ゲーム同様の大仰なモーションから敵を蹴り落とし、これもゲームと同じく書き文字の決め演出が挿入された。

#### ゲシュペンストMk-II・タイプSA/SA改
OGIN
タイプSの一時的な改装機。型式番号PTX-007-02A→PTX-007-02AC（SA改）。第7話でオーバーホール中のアルトアイゼンに代わってキョウスケへ用意された。任務の都合で外見もアルトに似せる必要があったため、カラーリングや各部の形状が変更されている（ゴーグルが外されツインアイが露出、頭部や右腕にダミーの角とステークを装備など）。実戦でゲシュペンストキックを使用した。
後にアルトの強化改修に伴い、右腕のダミーステークを通常のプラズマステークに換装、突進力強化のためバックパックにハロウィン・プランの準備段階で開発された試作ブースターを搭載した「タイプSA改」へと再改装され、第20話にて使用された。なお、この試作ブースターは量産型Mk-II改・タイプGのデザインが流用されている。

### ゲシュペンストMk-II・タイプT
OGシリーズに設定が存在する機体。
機体概要
Mk-I・タイプTと同様のコンセプトで開発されたMk-IIの3号機。後継機開発用のテスト機。地球連邦軍北米支部ラングレー基地に送られ、ATX計画でヴァイスリッターの母体になった。

### ゲシュペンストMk-II（アインスト）
『IMPACT』に登場する機体。アインストが複製したゲシュペンストMk-II。

## 量産型ゲシュペンストMk-II
初出は『α外伝』。
機体概要
ゲシュペンストMk-IIの量産移行型。
αシリーズ
バルマー戦役の最中に地球連邦軍極東支部百里基地などに配備された。しかしエアロゲイターの攻撃によりそのほとんどが破壊され、戦後は南アタリア島など一部の地域でのみ配備されている。コードネーム「アルトアイゼン」や「ヴァイスリッター」などのカスタム機が存在する。
スーパーロボット大戦α ORIGINAL STORY
試作機3機を含めて39機が生産され、地球連邦軍の各基地に配備された。
OGシリーズ
DC戦争勃発以前に地球連邦軍に正式採用されたが、EOT特別審議会の裏工作により、実際には少数の配備に留まった。機体数については、GBA版『OG』の予約特典冊子では30機程度と記載されているが、『OGs』の特典冊子では当該記述は削除されている。
性能はロールアウト時のMk-II・タイプRと同等だが、センサー類が強化され左腕にはプラズマカッターの代わりに格闘戦用プラズマステーク（ジェット・マグナム）を装備する。また周囲を海に囲まれた日本列島の極東支部に配備された機体は水中戦にも対応している。標準の機体色は青系であるが、カイ・キタムラ機の緑色、カチーナ・タラスク機の赤色などパーソナルカラーに変更された機体も存在する。
L5戦役では開戦以前に追加生産が行われたが、主力機の座はイスルギ重工で大量生産が可能な環境が整っているリオンシリーズに譲っている。戦後は一部の部隊が引き続き運用しているが生産は休止され、新型PTの量産型ヒュッケバインMk-IIやコスト面で有利なリオンシリーズが生産されている。

劇中の活躍
α外伝
イルムやリュウセイ・ダテ、ライディース・F・ブランシュタインが搭乗。熟練度によってはリュウセイがプリペンダーに合流する際、本機種を引き続き使用する。
OG（GBA版）
極東支部伊豆基地や北米支部ラングレー基地に配備されている機体が登場。
リュウセイ編では伊豆基地でカイやイルムが使用。イルム機はハガネ所属となり、後にラトゥーニ・スゥボータが搭乗した。ハガネにはラングレー基地から輸送された2機（うち1機は緑色）が追加配備される。カイ機は数度スポット参戦する。
キョウスケ編ではラングレー基地でATXチームのキョウスケ・ナンブやエクセレン・ブロウニングが使用。2人がATX計画の機体に乗り換えた後、ヒリュウ改所属のカチーナとラッセル・バーグマンに譲られた。この際に塗装が変更され、カチーナ機は赤、ラッセル機は緑に塗られた。ハガネとの合流時にはリオ・メイロンやガーネット・サンデイが青い機体に搭乗している。カイ機もゲーム終盤に正式加入する。ウェーク島での戦闘ではエアロゲイターによって複製された機体が複数出現する。ユニット名は「ゲシュペンストMk-II・M」表記。
OG2（GBA版）
カイ機、カチーナ機、ラッセル機が登場。ユニット名は「ゲシュペンストMk-II・M」表記。
DW
ヒリュウ改に当初からカチーナ機とラッセル機（通常の青色に変更）が配備され、タスク・シングウジの搭乗機も加わっている。伊豆基地ではラトゥーニやガーネット、ジャーダ・ベネルディが当初より使用。本作以降、緑色の機体はカイ機のみとなった。
OGs
GBA版とほぼ同様。『OG2.5』にはカイ機、カチーナ機、ラッセル機が登場。
OG外伝
カイ機、カチーナ機、ラッセル機が登場。カイ機にはウェンディゴとの戦闘でジェット・マグナムSが追加される。クライ・ウルブズ仕様の機体については後述。
OGクロニクル「踊るゆりかご」
カイ機が登場。中東のインジリスク基地所を襲撃したヒトガタ実験体（ウェンディゴ）と交戦した。カイは反応速度の速いヒトガタ実験体に対応するため、モーションセレクトをマニュアルに設定しフェイントを駆使した格闘戦を行い、背負い投げとジェット・マグナムの連携技（後のジェット・マグナムS）で撃破している。
OGクロニクル「新春まんがまつり 最強の盾対宇宙ひらめ」
カチーナ機とラッセル機が登場。デブリ溜まりで消息を絶ったパトロール隊の調査を行い、謎のフラスコを発見した。
OGクロニクル「とどろけ!オクト魂」
カチーナ機とラッセル機が登場。暗礁空域でDCが配備した無人のリオン部隊と交戦、司令機のガーリオンを「スプリットマグナム」で撃破している。
OGクロニクル「UNSUNG HERO」
シミュレーター訓練でエイタ・ナダカが搭乗。複数のターゲットを撃破した後に白いゲシュペンストに「究極!ゲシュペンストキック」を使用するが失敗している。
OGクロニクル「ヒゲの神様の中の人はハラペコ」
「アルトモドキ」と称される、外装をアルトアイゼンに似せたPTが登場。連邦軍クエバス基地のダルラン司令が使用。ATXチームの勇名を利用するための偽物であり、性能はアルトアイゼンに及ばないとされる。転移間もない時期のアクセルが駆るソウルゲインと交戦し破壊された（『OGs』でアクセルが「偽物は見た」と発言しており、このエピソードはその内容を描いたものであることが単行本で解説された）。ベースとなった機種は量産型ゲシュペンストMk-IIと思われる。なお、「アルトアイゼンに偽装したPT」としては、こちらの方が『OGIN』のタイプSAより先に登場している。
OGIN
カイ機、カチーナ機、ラッセル機が登場。最終決戦まで使用されているほか、オセロ小隊機とよばれるサンドカラーの機体も登場している。
第2次OG
カイ機、カチーナ機、ラッセル機が後述の量産型ゲシュペンストMk-II改に変わったため未登場。
Another Century's Episode
ゲスト出演。パイロットは設定されておらず、AIのオペレーターがついている。

武装
ジェット・マグナム (Jet Magnum)
左腕に装備された格闘用武装。3本のプラズマステークに電撃をまとわせ、パイルバンカーのように撃ち出す。殴りつけるようなモーションで、一部パイロットは「ゲシュペンストパンチ」と呼称。
ネオ・プラズマカッター
非実体剣。『α外伝』ではMk-IIと同様に左腕に装備されておりプラズマ・ステークとの兼用だが、OGシリーズではその描写は削除されており、詳細な装備位置は不明。『OG2』以降は汎用武器となり、本機が標準装備している。
メガ・ビームライフル (Mega Beam Rifle)
Mk-IIと同様の武装。『α外伝』では標準装備。
M950マシンガン (M95 Machine Gun)
PT用サブマシンガン。ビルトシュバインと同じものを使用。
M13ショットガン (M13 Shotgun)
PT用ショットガン。ビルトシュバインと同じものを使用。
スラッシュ・リッパー (Slash Ripper)
Mk-IIと同様の武装。『α外伝』で標準装備。『α外伝』では突き刺さり爆発する演出になっている。
スプリットミサイル (Split Missile)
Mk-IIと同様の武装。OGシリーズで装備。
『α ORIGINAL STORY』ではジェット・マグナムやメガ・ビームライフル、スラッシュ・リッパーと共に、プラズマカッターやゲーム未登場の90ミリライフルを装備している。
必殺技
ジェット・マグナムS
TC-OSのモーションセレクトをマニュアルに設定し、標的に柔道の背負い投げを仕掛けて体勢を崩しジェット・マグナムを打ち込む。
『OGクロニクル』でカイが使用。地面に叩きつけてジェット・マグナムを打ち込んでいた。後に『OG外伝』で採用、足払いをかけ背負い投げで叩きつけ、反動で宙に舞ったところにジェット・マグナムを打ち込む描写に変更されている。カイ以外のパイロットでも使用可能。
スプリットマグナム
スプリットミサイルのコンテナ底部をプラズマステークで叩き、射程を延長させるもの。
『OGクロニクル』でカチーナが使用。発射不能になったラッセル機のミサイルコンテナを叩いて発射した。ゲーム未登場。

デザイン
MK-IIと同様の外観で機体色も青色。「OGシリーズ」では肩の先端が白く、青色がMK-IIより薄くなっている。
バリエーション
量産型ゲシュペンストMk-II（クライ・ウルブズ仕様）
初出は『MX』。「クライ・ウルブズ」に配備されている量産型ゲシュペンストMk-II。当時はロボット大図鑑に登録されず、アイコンでゲシュペンストということが確認できるのみであった。その後『OG外伝』登場に当たり、詳細が設定されている。
スーパーロボット大戦MX
地球連邦軍の特殊部隊「クライ・ウルブズ」に配備された機体。機体色はアルベロ・エスト機は茶色、ヒューゴ・メディオ機は赤色、フォリア・エストや他の隊員の機体は青色。
デビルガンダムとの戦闘で多くの機体がDG細胞に侵食されるなどして部隊は壊滅した。ヒューゴ機はゾンビ兵と化したフォリア機（DG細胞の侵食でデスアーミーに変質している）から攻撃を受け、ヒューゴは瀕死の重傷を負っている。
OGシリーズ
地球連邦軍の第3特殊作戦PT部隊「クライ・ウルブズ」に配備されている機体。機体色はアルベロ機は黒色、ヒューゴ機は赤色、フォリア機は黄色、他の隊員の機体は灰色。
基本性能や携行武装の強化が施されたカスタム機。後にアルベロとヒューゴは量産型ゲシュペンストMk-II改へ乗り換えている。イェッツトレジセイアとの戦闘で多くの機体が撃破され、フォリア機はアルベロ機を庇って大破している。
劇中の活躍
MX
回想シーンに登場。
OG外伝
ハガネ・ヒリュウ隊とは別行動でスポット参戦。
OGIN
アルベロ機、ヒューゴ機、フォリア機が顔見せ程度に登場。アルベロ達パイロットも最終話で1カットのみ登場した。
武装
通常の量産型Mk-IIと同様のジェット・マグナムやスプリットミサイルの他に、独自の装備としてHiビームカッター、M90Cアサルトライフル、MRランチャー（それぞれネオ・プラズマカッター、M90アサルトマシンガン、レクタングル・ランチャーをカスタムしたもの）を使用する。
量産型ゲシュペンストMk-II（平行世界）
ゲーム本編の世界（「こちら側」）とは異なる平行世界（「向こう側」）で量産されたゲシュペンストMk-II。地球連邦軍の特別任務実行部隊「シャドウミラー」が「こちら側」に転位する際に持ち込まれたが、大多数の機体は転位に失敗し時空のねじれに巻き込まれて消滅している。
A
ドラグーン（『機甲戦記ドラグナー』の量産機）と制式量産機の座を争って採用され、試作機と大差のない性能で量産された機体。地球連邦軍の特殊鎮圧部隊「ゲシュペンスト隊」にも配備され、この部隊にシャドウミラーは敗れている。
初期の機体は性能・コストなどすべての面でドラグーンに劣っていたが、フレームの構造上改造が容易であったため、「低コストで高性能の量産機」や「1機で戦況を変えられる究極の機動兵器」の元になっている。
なお「こちら側」のドラグーンは、ケーン・ワカバらが搭乗した試作D兵器の実戦データを元に開発が行われたため、試作D兵器が初陣で撃破された「向こう側」よりも高性能な機体となっている。
OGシリーズ
「こちら側」とは異なり、改良が重ねられリオンシリーズと並ぶ主力量産機となっている。DC戦争後に行われた地球連邦軍の軍備増強によって3,000機ほどが生産された。地球連邦軍の特殊鎮圧部隊「ベーオウルブズ」にも配備され、この部隊にシャドウミラーは敗れている。
テスラ・ドライブを標準装備し飛行可能。武装はタイプRと同様のものを装備している。
なお、「向こう側」ではヒュッケバインシリーズが量産に至っておらず、本機種に次ぐ主力機としてエルアインスが開発された。
劇中の活躍
A / A PORTABLE
シャドウミラーの戦力として登場。ユニット名は「ゲシュペンストMk-II」表記。
OG2（GBA版）
ノイエDCに協力するシャドウミラー兵が使用。ユニット名は「ゲシュペンストMk-II・M」表記。
OGs
OG2シナリオに登場。ユニット名は「量産型ゲシュペンストMk-II」表記。
デザイン
ゲシュペンストMk-IIと同様の外観。「量産型」の表記が付くOGシリーズでも同様である（肩が白くない等）。
武装
ネオ・プラズマカッター、メガ・ビームライフル、スプリットミサイル、スラッシュ・リッパーの計4種類。

### 量産型ゲシュペンストMk-II・タイプTT
初出は『スーパーロボット大戦α ORIGINAL STORY』。その後『OG』登場に当たり、カラーリングや武装が設定されている。
機体概要
量産型ゲシュペンストMk-IIのカスタム機で、試作型のT-LINKシステムを搭載している。TTは「T-LINK TEST TYPE」の略称。機体色は白色。念動力の素質を持つパイロットが搭乗する。 量産型Mk-IIとは異なり、左腕にはプラズマステークではなく非実体剣を装備。
スーパーロボット大戦α ORIGINAL STORY
量産型Mk-IIと異なり、基本操縦系がゲームの「バーニングPT」と同じものになっている。
極東支部伊豆基地のSRXチームに配備されており、アヤ・コバヤシが搭乗している。当初民間人であったリュウセイ・ダテは、メギロートの攻撃を受けた際、現場にあった本機に乗り込み格闘戦でこれを撃破し、その後SRXチームにスカウトされた後も引き続き搭乗している。その後リュウセイ機は伊豆基地がDCの攻撃を受けた際、パイロット未搭乗の状態で格納庫ごと破壊されている。
OGシリーズ
T-LINKシステムを補助操作系に使用し、インターフェースの簡略化が図られている。
3機が存在。極東支部伊豆基地のSRXチームに1号機と2号機が、北米支部ラングレー基地のATXチームでは3号機が配備され、1号機にはアヤが、3号機にはブルックリン・ラックフィールドが搭乗した。2号機にリュウセイが搭乗し、後に破壊される経緯は『α ORIGINAL STORY』と同様。アヤが過労で倒れた際には、リオ・メイロンが1号機に搭乗したことがある。

劇中の活躍
OG（GBA版）
リュウセイ編ではリュウセイ機とアヤ機が、キョウスケ編ではブリット機とアヤ機が登場。ユニット名は「ゲシュペンストMk-II・TT」表記。
DW
リュウセイ機は破壊されず、DCから投降したリョウト・ヒカワがアイドネウス島の戦闘で搭乗。L5戦役ではリオが使用した。リュウセイは伊豆基地周辺の土産物屋にて本機のプラモデルを購入している。
Record of ATX
ブリット機、アヤ機、リョウト機が登場。リョウトがアーマリオンに乗り換えた後はリオが搭乗する。
OGs
OG1シナリオに登場。ユニット名は「ゲシュペンストMk-IIタイプTT」表記。
OGクロニクル「UNSUNG HERO」
シミュレーター訓練でリュウセイが白いゲシュペンストに搭乗し、「究極!ゲシュペンストキック返し」を繰り出している。
OGサーガ 魔装機神 THE LORD OF ELEMENTAL
第2章開始時、マサキが南極事件を回想するシーンで回想中にリュウセイ機が登場する（アヤの機体やライのシュッツバルトは登場しない）。

武装
T-LINKリッパー (T-Link Ripper)
Mk-IIのスラッシュ・リッパーと同形状の武装。バックパックに装着されたコンテナから射出される。標的の追尾は念動力を用いた遠隔操作で行われるため、念動力者が搭乗する場合のみ使用可能。
プラズマカッター (Plasma Cutter)
非実体剣。GBA版『OG』でのみ装備。
メガ・ビームライフル
Mk-II・タイプRと同様の武装。
スプリットミサイル
量産型Mk-IIと同様の武装。『DW』では装備していないが、『Record of ATX』ではブリット機がT-LINKリッパーのコンテナに横付けして装備したことがある。
『DW』ではT-LINKリッパーの他、メガ・プラズマカッターとM950マシンガンが標準装備となっている。『Record of ATX』ではブリット機がメガ・ビームライフルを装備し、その後マオ社から提供されたロシュセイバーやハイパー・ビームキャノンも使用。

### 量産型ゲシュペンストMk-II改
機体概要
ハロウィン・プランでゲシュペンスト・タイプRVと共に開発がスタートした機体。この改型にはプラン発案者のひとりであるカイ少佐の意見が意欲的に取り入れられている。ATX計画の機体やタイプRVのような根本的な改造ではなく、初期に量産され旧式化した量産型ゲシュペンストMk-IIに近代化や延命措置を施し、機体の特性を煮詰めなおして汎用性・整備性などの運用性を向上させた現場主義の機体とされ、作中において各メインキャラクター達の専用機にも劣らないほど優秀な機体性能を示した。
機体フレームは量産型Mk-II用のGIIフレームであるが、追加装備による重量増加を想定し、剛性向上や各部可動範囲の拡大が図られている。動力源は新型プラズマ・ジェネレーターに換装された。またリオンシリーズを意識し、テスラ・ドライブの装備や装備拡張のためのハードポイント設置などの近代化改修が施されている。ハードポイントは脚部、腕部、バックパックなどに設置され、武装に限らず追加装甲やブースターなど多種多様のオプション装備の搭載を可能とし、柔軟な作戦運用に対応できる。頭部にはアビオニクスの改修に伴い新型能動受動光学センサーが取り付けられ、外装は新規設計のものになっている（特に腰フロントアーマーが従来の一枚板から二枚板になっている）。背面レイアウトは量産型Mk-IIを踏襲しており、テスラ・ドライブ、バーニアスラスター、ハードポイントを備えたウェポン・ラック等がバックパックを構成する。
標準型で汎用性重視のタイプNはF2Wキャノンを携行、ウェポン・ラックにスプリットミサイル・ポッドを装備する。運動性や加速力に優れた格闘戦特化型のタイプGは両腕にプラズマ・バックラー、胸部に追加装甲とメガ・ブラスターキャノン、ウェポン・ラックに高機動用のバックパックを装備する。砲撃戦特化型のタイプCでは防御力向上のため装甲が追加され、3連マシンキャノンやツイン・ビームカノン、ファウナント・ミサイル等を装備。プラズマ・バックラーと両肩のブースターは取り外され、両肩にはブースターを兼ねたシールドが取り付けられる。
先行生産されたタイプN3機のうち、1号機(P1)がカイの搭乗機となり、パーソナルカラーの緑系塗装、一時的な措置ながら両腕へのプラズマ・バックラー装備、指揮官用通信モジュールおよびエアデータ・センサー用アンテナの追加などが施された。他の2機は、それぞれPT搭乗時間の長い者と短い者でデータを収集するというマオ社の意図から、クライ・ウルブズのアルベロ少佐（2号機）とヒューゴ准尉（3号機）に与えられた。この2機は左腕にのみプラズマ・バックラーを装備し、携行武器としてF2W（フォールディング・ツーウェイ）キャノンを持つが、これがタイプN本来の標準装備である。これらの機体もパーソナルカラーに塗装され（アルベロ機にはカイ機と同じく指揮官用アンテナも持つ）、左肩にクライ・ウルブズのエンブレムがある。なお、これら先行生産機はカイたちが従来使用していた量産型Mk-IIを改修したものではなく、新規に用意（製造）された機体である。
修羅の乱の後に制式採用され、量産型Mk-IIとの入れ替えが進んでいる。
武装
プラズマ・バックラー
固定武装であったプラズマ・ステークをユニット化し、腕部ハードポイントへ着脱可能にしたもの。修羅の乱時のカイ機は両腕に装備する。両腕装備は後述のタイプGの標準仕様となる。
ジェット・ファントム
両腕プラズマ・バックラーを活かした技。踵落としからプラズマをまとったパンチとキックを繰り出し、最後は右・左のワンツーパンチを叩き込む。
『第2次OG』のタイプGでは、両腕のみならず両膝にも装備したプラズマ・ステークをフル活用し、乱打を浴びせた後にアッパーカットで吹き飛ばす攻撃になっている。
F2Wキャノン
タイプNの基本装備である折り畳み式の携行火砲。R-2のマグナ・ビームライフルの強化発展型にあたる。レンジに応じて短銃身状態と長銃身状態の使い分けが可能。使用するカートリッジはマグナ・ビームライフル用のものを改良したHEGC2である。アルベロ機は青色、ヒューゴ機は赤色のビームを発射するように描写されるが、ゲーム上は非ビーム属性。
F2Wキャノン（Sレンジ）
短銃身状態でショートレンジの射撃を行う。
F2Wキャノン（Lレンジ）
遠距離射撃モード。バレルが延長され、ブースト機構により射程と威力に優れる。ゲーム中ではスプリットミサイルと短銃身状態での射撃で牽制した後、銃身を展開しとどめの一撃を発射する。
リープ・ミサイル
『A.C.E.P』のみ登場。AMガンナーと同様のミサイル。背部ハードポイントに装備される。
ファンナウト・ミサイル
ミサイルランチャー。脚部ハードポイントに装備される。
T-LINKスラッシャー
『A.C.E.P』のみ登場。Mk-II・タイプTTに装備されたT-LINKリッパーの発展型。念動力者のみ使用可能。背部ハードポイントに装備される。
ツイン・ビームカノン
タイプCの基本兵装。背部ハードポイントに装備される。シュッツバルトと同様の武装だが、連射と収束の切り替えが可能。
3連マシンキャノン
タイプCの基本兵装。腕部ハードポイントに装備される。タイプCは両腕に装備するのが標準仕様となっている。
メガ・ブラスターキャノン
タイプGの基本兵装。胸部ハードポイントに装備される。MK-II・タイプSと同様の武装だが、胸部追加装甲と一体化している。

劇中での活躍
OG外伝
アビアノ基地にてカイ、アルベロ、ヒューゴに引き渡される。カイ機とアルベロ機は修羅の乱を戦いぬいたが、ヒューゴ機はイェッツトレジセイアの攻撃により大きなダメージを受けた。試作型のタイプRやタイプSを多くの点で上回る基本性能を持つ。
Another Century's Episode Portable
タイプNの他に重武装・砲撃戦型のタイプC、高機動・近接戦型のタイプGが登場し、それぞれ5種類の装備バリエーションが存在して性能も違う。ゲシュペンスト自体では、第1作目から久々の登場である。
タイプN系列
タイプN1
OG外伝でのアルベロ機、ヒューゴ機と同じくF2Wキャノンを携行し、背部にはスプリットミサイル、左腕にはプラズマ・バックラーを装備。
タイプN2
M13ショットガンを携行し、背部にはリープ・ミサイル、脚部にはファンナウト・ミサイルを装備。
タイプN3
M950マシンガンを携行し、背部にはT-LINKスラッシャーを装備。機動性が若干向上している。
タイプN4
F2Wキャノンを携行し、背部にはツイン・ビームカノンを装備。追加装甲もあるため、機動性はタイプNの中では一番低い。
タイプN5
F2Wキャノンを携行し、近接戦ではプラズマ・バックラーを使用せず、ネオ・プラズマカッターを装備。機動性はタイプNの中では一番高い。
タイプC系列
タイプC1
M950マシンガンを携行し、両腕には3連マシンキャノン、背部にはツイン・ビームカノン、脚部にはファンナウト・ミサイルを装備。
タイプC2
タイプC1から携行武装を外し、背部はスプリットミサイルに変更している。
タイプC3
タイプC1からファンナウト・ミサイルを外し、携行武装はM13ショットガンに変更している。
タイプC4
タイプC1から胸部にメガ・ブラスターキャノンを追加し、携行武装はメガ・ビームライフルに変更している。機動性は全形態の中で最も低い。
タイプC5
タイプC1の背部をツイン・ビームカノンからT-LINKスラッシャーに変更し、近接戦ではネオ・プラズマカッターを装備。機動性はタイプCの中では一番高い。
タイプG系列
タイプG1
M13ショットガンを携行し、両腕にはプラズマ・バックラー、胸部にメガ・ブラスターキャノンを装備。
タイプG2
タイプG1の背部を高機動バックパックからT-LINKスラッシャーに変更し、携行武装はメガ・ビームライフルに変更している。
タイプG3
タイプG1の背部を高機動バックパックからリープ・ミサイルに変更し、携行武装はM950マシンガンに変更している。
タイプG4
タイプG1の両腕をプラズマ・バックラーから3連マシンキャノンに変更。
タイプG5
タイプG1の胸部からメガ・ブラスターキャノンを外し、携行武装はメガ・ビームライフル、近接戦ではネオ・プラズマカッターを装備。機動性は全形態の中で最も高いが、防御力が一番低くなっている。
第2次OG
4機が登場し、『ACE Portable』と同様の装備をしたタイプN、タイプC、タイプGに換装可能。（それぞれN1、C1、G1仕様）。カイ機も標準仕様のタイプNに戻した上で他タイプへの換装が可能になっている。
OGDP
アルバーダ機が登場。偵察任務に適したカスタマイズが施されており、能動・受動光学センサーが強化されているため頭部形状が異なる。
アイドルマスター シンデレラガールズ
『OG』シリーズとのコラボイベント「LIVEツアーカーニバル 第2次スーパーロボット大戦CG チューン・デュエラーズ」にて、ライバルユニットとしてアイドルの大槻唯が搭乗する量産型ゲシュペンストMk-Ⅱ改［ユイ機］が登場。本作では唯一のコラボ機体で、タイプCにピンク色と唯のサインが施されている。また、前作「LIVEツアーカーニバル スーパーロボット大戦CG -奏鳴の銀河へ-」にも自軍およびライバルユニットとしてカイ機が登場している。

### ゲシュテルベン
『告死鳥戦記』に登場する量産型ゲシュペンストMk-IIの改良機で、正式名称は「量産型ゲシュペンストMk-II シュテルベン」。FDXチームではリェータの2号機とヴェスナーの1号機の2機が運用されている。
ダニエル・インストゥルメンツ社製の武器を試験運用するための機体であり、ジェネレーター出力の強化とハードポイントの増設が図られている。またそれらの火器を運用するためにFCSもコストを度外視した高性能なものを搭載している。反面、ハードポイントの増加に伴い装甲が薄くなっていることが欠点。十字架型多目的ユニットによるEA展開下での運用を想定しているため誘導式武器を持たない。戦闘ごとに異なる装備で出撃することが多く、インスペクター事件中のリェータ機はビルトビルガー用のデータを取得するため、コールドメタルソードの使用を命じられた例もある。

#### ゲシュテルベン改
ゲシュテルベンの改良機。テスラ・ドライブが搭載されており、単体での大気圏内飛行が可能となっている。機体ごとにパイロットに合わせた仕様となっている。
- 1号機（ヴェスナー機） - 色は黒。
- 2号機（リェータ機） - 色は白。頭部は鳥を思わせるような形状。大剣と一体化した銃「バーグラー・ガン」を装備し、敵機に突き刺してからの零距離射撃を可能とする。
- 5号機（セレーナ機） - 色は濃いピンク。脚部に斬撃武器「カイリー・クレーバー」を装備しており、手持ち武器の他、2本を接続して遠隔操作可能な投擲武器として用いる。

## ゲシュペンストMk-III
- COMPACT2……アルトアイゼンの正式名称。
- IMPACT……設定上、アルトアイゼンはゲシュペンストMk-IIIではないが、便宜上こう呼ばれている。
- A……名前だけの登場。シャドウミラーの居た世界で、この機体を隊長機とするゲシュペンスト隊にシャドウミラーは敗れている。
- リアルロボットレジメント……欠陥機扱いで破棄されていたが、フリッケライ・ガイストのパーツとして利用された。
- OGシリーズ……アルトアイゼンが正式採用された際にこの名で呼ばれる予定だったが、実現しなかった。「向こう側」の世界ではゲシュペンストMk-IIIとして正式採用され、シャドウミラーを壊滅させている。外観はアルトアイゼンに似るが、各部の仕様が「こちら側」と大きく異なっており、機体色は青。『OGs』ではパイロットの様子からアインストの影響を受けているようで、自己再生能力を有するほか機体形状も段々と変化していった模様。特殊鎮圧部隊ベーオウルブズの隊長機で、量産型ゲシュペンストMk-IIを率いている。
- 無限のフロンティア……シャドウミラーがいた「向こう側」の世界の地球連邦軍特殊鎮圧部隊ベーオウルブズ隊長、キョウスケ大尉の搭乗機。キョウスケ自体がアインストに支配されていることが窺え、乗機のMk-IIIも異形のものへと変化している。プランEFの最終フェイズにおいてアクセルの駆るソウルゲインと交戦し、一時追い込まれるも驚異的な再生能力によってソウルゲインを圧倒した。さらにソウルゲインを超えるほどに巨大化して死闘を繰り広げたが、テスラ研の爆破に巻き込まれて消息は不明である。この機体のデータを用いたフォルミッドヘイムにより、アルトアイゼン・ナハトが製造されている。
- OGIN ……『無限のフロンティア』を踏襲した展開が映像化され、詳細が明らかになった。デザインはエンドレス・フロンティアに存在するアルトアイゼン・ナハトをそのまま標準PTサイズにしたものとなっている（ただし、シールド・クレイモアは未装備）。ソウルゲインに右腕を破壊されるも、アインストヴォルフへと変貌する。

### アインストヴォルフ
- OGIN……ソウルゲインとの戦闘で中破したゲシュペンストMk-IIIが、アインスト化したベーオウルフの影響で再生・変異したもの。機体色は「こちら側」のアルトのような赤を基調としたものに変化し、胸部にはペルゼイン・リヒカイトのような鬼面の意匠を持つ。バンカーやクレイモアは巨大化後も存在しており、胸部からは巨大なエネルギー砲が追加されている。しかし変貌の際に背部のアフターバーナーや過給機、ブースターなどが消滅しており、加速力が落ちた模様。転移間際のソウルゲインを追いつめた際にこれが祟り、紙一重の所でコックピット部に玄武剛弾の直撃を受け、テスラ研の崩壊に巻き込まれた。後に、アインストレジセイアが「こちら側」のキョウスケに「向こう側」の地球を見せた映像に現れ、最終決戦の最中「こちら側」の世界に転移。倒されたノイ・レジセイアや他のアインストを取り込みノイヴォルフと化す。なお、転移してきたのはアクセルとの対決直後だったらしく、胸部のエネルギー砲や左腕が失われていた。特機を超える巨体だが、両肩のブースターでホワイトスターから地球近くまでの距離を高速で移動した（ただし再生が遅れていたため、自力での転移まではできなかった）。

### ノイヴォルフ
- OGIN……「こちら側」に転移したアインストヴォルフが瀕死のノイ・レジセイアと融合して更なる変異を遂げた存在で、アインストは異なる存在となっている[13]。イェッツトに酷似した銀色の機械的な姿になり、破損個所も再生。クレイモアはエネルギー弾状に変わり、手からゲシュペンストタイプの機体を作りだす能力を有していた（劇中では赤と青の2機が出現）。辛くも生き残っていたアクセルと「こちら側」のキョウスケを相手に激闘を繰り広げ、ソウルゲインを撃破したが、埋まったままになっていた前述の玄武剛弾をアルトアイゼン・リーゼのバンカーによって深く押し込まれ、コアが潰れて爆散した。

## ゲシュペンストMk-IV
- OGシリーズ……「向こう側」の世界でプランのみ存在したというゲシュペンストシリーズの後継機。ラミアによると「こちら側」におけるヴァイスリッターがMk-IVに相当するとされる。この設定は『OGs』で追加された。
- 無限のフロンティア……Mk-IVのデータを流用し、ヴァイスリッター・アーベントがフォルミッドヘイムによって製造されている。『EXCEED』においてピートがアーベントのことを「ゲシュペンストMk-IV」と呼んでいる。

## ゲシュペンスト・ハーケン
無限……Wシリーズの長（カルディア曰く）とも言える開発コードW00、ハーケン・ブロウニング専用に開発された機体。先天的にPTの天才的な操縦技術を与え、専用に調整された機体を運用することで最強の兵士を誕生させるべく計画は進んでいたが、ハーケンは完全に生身の人間であったため普通の人間のようにPTが操縦できる年齢まで育成させる必要があった。その後計画は、育成、教育の必要がないアンドロイドの開発へとシフトし、W00と機体はそのまま開発凍結されることとなった。その後、プランEFにより転移したネバーランドは空中分解を起こしフォルミッドヘイムへ墜落。他国の数年先を行く技術レベルを有していたフォルミッドヘイムは、本機のデータを元にゲシュペンスト・ファントムを開発した。
OGMD……クロスゲートの影響で「こちら側」に転移したハーケンのためにテスラ・ライヒ研究所において開発されたPT。正式名称は「ゲシュペンスト・タイプH」。シャドウミラーの開発プランを基にしており、製作にはマリオン・ラドム博士が担当している。初期に開発されたゲシュペンスト・タイプSをベースとしつつタイプRの特徴を併せ持つ高水準の性能を持ち、ハーケンの戦闘スタイルに合わせるべくPTサイズになったナイト・ファウルも追加されている。二人乗りの構造で、アシェンがサブパイロットとして固定される。

### ゲシュペンスト・ファントム
無限のフロンティアに登場する謎の黒いPT「ファントム」のこと。3メートル級の人型機動兵器。その本来の姿はW00の専用機「ゲシュペンスト・ハーケン」である。この機体はネバーランドに記録されていたデータを解析し、現地の技術で製造されたダウンサイジングモデルである。
黒い塗装で、「究極!ゲシュペンストキック」や「ニュートロン・ブラスター」といったゲシュペンストタイプS系列に酷似した武装を使うほか「グラン・スラッシュリッパー」といったゲシュペンストタイプR系列の装備に酷似した武装も持つ。
当初は神楽天原を中心に出没し、以後エルフェテイルやロストエレンシアにも現れた。神楽天原では何人か犠牲者が出ている。行方不明になったナハトとアーベントの討伐のためにフォルミッドヘイムが送り込んだものだったが、カルディア曰く「本当のメモリー」を求めてさまよっていた模様。なお、一部の攻略本では本機も「ゲシュペンスト・ハーケン」と表記されている。「EXCEED」ではピートによるレプリカモデルが登場している。
カルディアの指示を拒絶する、ハーケンの何気ない言葉に従いナハトとアーベントにハッキングを行って味方につける、ピートのハッキングを拒絶してハーケンの呼ぶ声に応えるなど、ハーケンの指示には最優先で従うよう設定されている模様である。呼び方については、「無限」の時点ではパーティ内では正式名称である「ゲシュペンスト」で通っていたが、「EXCEED」では通りのいい「ファントム」に戻っている。
武装
グラン・プラズマカッター
左腕プラズマステークに搭載された武器の一つ。巨大なビーム刃の剣で、回転させるなど特殊な使い方をする。PT版では武器一覧には表示されず、「フェニックス・ショウダウン」の締めにのみ使われる。
プラズマサイズ
左腕プラズマステークに搭載された武装の一つ。ビーム刃の小さな鎌で、二つある。使用時は投げつける。PT版では使用しない。
グラン・スラッシュリッパー
背部に搭載された本機の主力武装。両手で一つずつ保持し、投げつける。
ニュートロン・ブラスター
胸部中央に搭載されたエネルギーカノン。ブラスターキャノンに似る。発射ギミックは不明。敵時の必殺技、味方時の「究極!ゲシュペンストキック」、PT版の必殺技「フェニックス・ショウダウン」の締めに使われる。「EXCEED」において正式名称が判明。
ナイト・ファウル
ハーケンの持つ複合マシンガン、ナイト・ファウルをPTサイズに拡大したもの。ハーケンの生身での戦い方がモーションに反映されており、連射の後にブレードを展開して切り裂いた後に至近距離から再度連射、最後に先端部の「ブラスティング・ステーク」で撃ち貫く。

必殺技
究極!ゲシュペンストキック
ハーケンとの連携攻撃。グラン・プラズマカッターで斬りかかり、プラズマサイズを投げつけた後グラン・スラッシュリッパーで追撃。その後ハーケンが滑り込み、後衛時の援護攻撃「ブラインド・ベット」のモーションで打ち上げる。最後にハーケンの合図で急降下キックを敢行し、吹き飛んだ相手を胸部キャノンで撃ち抜いてとどめ。「EXCEED」では演出でのみ登場。
ファントム・ホールデム
ハーケンとの連携必殺技。登場と同時に左腕のプラズマ・ステークで殴りつけ、グラン･プラズマカッターで敵を突き刺して上空に投げ上げた後、ハーケンの投げるカード型爆弾、リッパーモードのナイトファウルと一緒にグラン･スラッシュリッパーを投げ付けて追い討ちをかけ、飛び蹴りで地面に叩き落す。最後に、ハーケンが愛用の拳銃「ロングトゥーム・スペシャル」のクロンダイクモードでレーザーを撃ち込んでとどめを刺す。
フェニックス・ショウダウン
『OGMD』で登場するPT版での必殺技。グラン・プラズマカッターでの連続攻撃の後、アシェンがコクピットから飛び出してパンチの連打を浴びせ、ハイヒールで蹴りつける「アシェンキック」で敵をひるませる。そこへ「究極!ゲシュペンストキック」を食らわせて地面に叩きつけ、ニュートロン・ブラスターを撃ち込みとどめを刺す。

#### アインストファントム
無限のフロンティア……アインストによって完全コピーされたゲシュペンスト・ファントム。オリジナルと同様の武装、装備を備えるほか、アインスト特有の再生能力が付加されている。
アインスト#アインストファントムの項も参照。

## 関連用語
Gフレーム
ゲシュペンストに採用されている機体フレーム。フレームが連動する仕組みになっており、剛性と拡張性に優れている。
GIIフレーム
ゲシュペンストMk-IIに使用されている機体フレーム。後に開発されたヒュッケバイン系のHフレームよりも安価に製造可能なため、後継機のヒュッケバインMk-IIやビルトビルガーにもGIIフレームが採用された。
ハロウィン・プラン
ゲシュペンストシリーズの強化改造プラン。量産型ゲシュペンストMk-IIはDC戦争前に少数が生産、配備されたが、連邦軍主力機の地位はイスルギ重工がL5戦役を見越し開発したリオンシリーズや、それに対抗しマオ社が開発した量産型ヒュッケバインMk-IIに譲ることとなった。しかし現場には堅実で安定性のあるゲシュペンスト系の機体を好む者もおり、系列機の運用継続を望む声が上がっていた。そのひとりである教導隊のカイ・キタムラ少佐は、多額の資金を投入して新型機を量産配備するよりも、初期量産機の近代化改修と延命措置が必要だと考えた。そこでカイ少佐はライディース・F・ブランシュタイン少尉の勧めもあり、情報部のギリアム・イェーガー少佐と共にマオ社へゲシュペンストの強化改造案を提出した。それを受けて同社内でハロウィン・プロジェクトが立ち上がり、開発計画がスタートした。まずインスペクター事件中にゲシュペンスト・タイプRからタイプRVへの改造が行われ、戦後は新造機である量産型ゲシュペンストMk-II改が開発された。

### ゲーム
- DC戦争シリーズ
  - 第4次スーパーロボット大戦 / 第4次スーパーロボット大戦S
  - スーパーロボット大戦F / スーパーロボット大戦F完結編
  - 全スーパーロボット大戦 電視大百科
- αシリーズ
  - スーパーロボット大戦α外伝
- COMPACTシリーズ
  - スーパーロボット大戦COMPACT2
  - スーパーロボット大戦IMPACT
- OGシリーズ
  - スーパーロボット大戦ORIGINAL GENERATION
  - スーパーロボット大戦ORIGINAL GENERATION2
  - スーパーロボット大戦OG ORIGINAL GENERATIONS
  - スーパーロボット大戦OG外伝
  - 第2次スーパーロボット大戦OG
  - 無限のフロンティア スーパーロボット大戦OGサーガ
  - スーパーロボット大戦OG ダークプリズン
  - スーパーロボット大戦OG_ムーン・デュエラーズ
- その他シリーズ
  - スーパーロボット大戦A
  - スーパーロボット大戦MX
  - スーパーロボット大戦T
  - ヒーロー戦記 プロジェクト オリュンポス
  - バトルドッジボールII

### 書籍
- バンプレスト『Super Robot Wars Original Generation Official Book』2002年。（『OG1』購入特典）
- バンプレスト『SUPER ROBOT WARS ORIGINAL GENERATION 2 OFFICIAL BOOK』2005年。（『OG2』購入特典）
- バンプレスト『Super Robot Wars OG ORIGINAL GENERATIONS Official Perfect File』2007年。（『OGs』購入特典）
- バンプレスト『Super Robot Wars OG Official File GAIDEN』2007年。（『OG外伝』購入特典）
- 『電撃スパロボ! Vol.1』メディアワークス、2005年。ISBN 978-4-8402-3117-6。
- 竹田祐一郎『スーパーロボット大戦OG 告死鳥戦記 (1)』アスキー・メディアワークス、2013年。ISBN 978-4-04-891880-0。

### ドラマCD
- スーパーロボット大戦α ORIGINAL STORY 2001年。